# Kjell-Olof Bornemark
Kjell-Olof Bornemark, född 16 juni 1924 i Velinga församling, Skaraborgs län, död 19 september 2006 i Sundbyberg, var en svensk författare.
Bornemark skrev kriminalromaner och spionromaner. 
Bibliografi
- Legat till en trolös (1982)
- Skiljelinjen (1983)
- Förgiftat område (1984)
- Handgången man (1986)
- Skyldig utan skuld (1989)
- De malätna (1991)
- Kontrollören (1992)
- Spelaren (1994)

## Priser och utmärkelser
- 1982 – Sherlock-priset för Legat till en trolös
- 1982 – Debutant-diplomet
- 1989 – Bästa svenska kriminalroman  för Skyldig utan skuld